# الفيلق الهندي
الفيلق الهندي ((بالألمانية: Indische Legion)‏، رسميا فيلق الهند الحر ((بالألمانية: Legion Freies Indien)‏ أو فوج المشاة 950 (الهندي) ((بالألمانية: Infanterie-Regiment 950 (indisches), I.R. 950)‏ ولاحقًا الفيلق التطوعي الهندي التابع لفافن- إس إس ((بالألمانية: Indische Freiwilligen Legion der Waffen-SS)‏، كانت وحدة عسكرية أنشأت خلال الحرب العالمية الثانية في ألمانيا النازية. صُمِّمَت كقوة تحرير للهند الخاضعة للحكم البريطاني، وكانت مؤلفة من أسرى الحرب الهنود والمغتربين في أوروبا. بسبب أرتباطها بحركة الاستقلال الهندية، كانت تُعرف أيضًا باسم «فيلق النمر»، و «آزاد هند فوج». كانت في البداية جزءا من الجيش الألماني، وعُيِّن رسمياً في فافن إس إس اعتبارًا من أغسطس 1944. بدأ زعيم الاستقلال الهندي سوبهاس تشاندرا بوس تشكيل الفيلق كجزء من جهوده للحصول باستقلال الهند من خلال شن حرب على بريطانيا، عندما جاء إلى برلين في عام 1941 طلبًا للمساعدة الألمانية. كان المجندين الأوائل في عام 1941 متطوعين من الطلاب الهنود المقيمين في ألمانيا في ذلك الوقت وحفنة من أسرى الحرب الهنود الذين أُسِرّوا خلال حملة شمال إفريقيا. أستقطب لاحقًا عددًا أكبر من أسرى الحرب الهنود كمتطوعين.
في وقت استسلام ألمانيا النازية في عام 1945، ذهب بقية رجال الفيلق الهندي في مسيرة نحو سويسرا المحايدة على جبال الألب، ولكن هذه الجهود أثبتت أنها غير مجدية حيث تم أسرهم من القوات الأمريكية والفرنسية وتم إرسالهم في نهاية المطاف إلى الهند. لمواجهة تهم متعلقة بالخيانة. بسبب الضجة التي اندلعت في محاكمات الهنود الذين عملوا مع المحور بين المدنيين والجيش البريطاني في الهند لم تكتمل محاكمات أعضاء الفيلق.

## خلفية
تعود فكرة إنشاء قوة مسلحة عندية لإسقاط الراج البريطاني إلى الحرب العالمية الأولى، عندما صاغ حزب جادار ورابطة الاستقلال الهندية الناشئة خططًا لبدء التمرد في الجيش الهندي البريطاني من البنجاب إلى هونغ كونغ بدعم من ألمانيا. فشلت هذه الخطة بعد تسرب المعلومات إلى المخابرات البريطانية، لكنهم نجحو بعد محاولات عديدة للتمرد وتمرد القوات الهندية في سنغافورة عام 1915. خلال الحرب العالمية الثانية، سعت جميع قوى المحور الرئيسية الثلاثة إلى دعم الأنشطة الثورية المسلحة في الهند، وساعدت في تجنيد قوة عسكرية من أسرى الحرب الهنود الذين تم أسرهم أثناء خدمتهم في الجيش الهندي البريطاني والمغتربين الهنود كذلك.

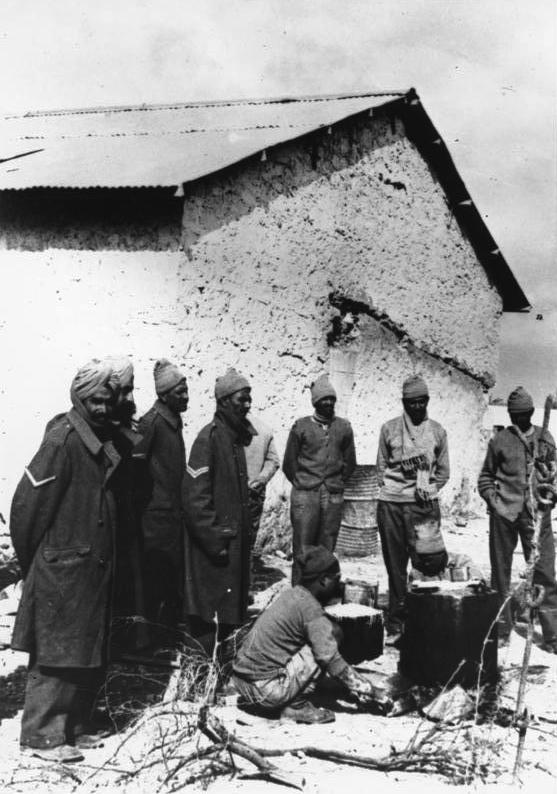
أسرى حرب هنود في درنة، ليبيا، 1941

## التنظيم

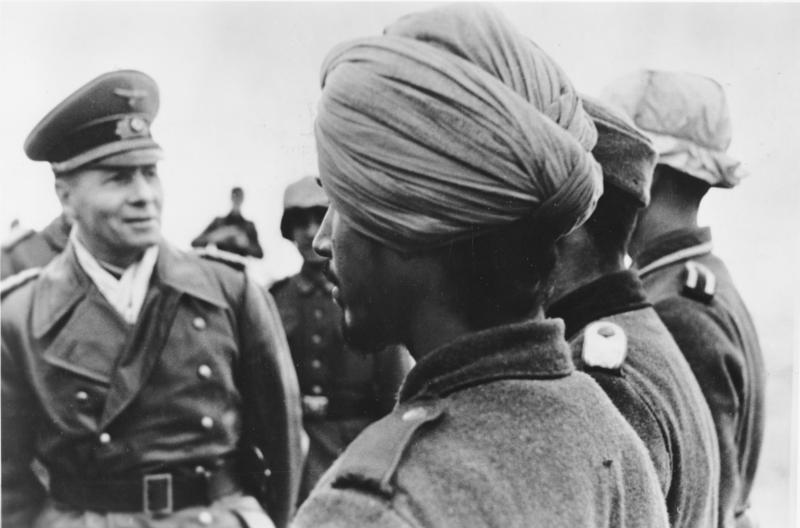
المشير إروين روميل يتفقد وحدة من الفيلق الهندي في فرنسا في فبراير 1944

## روابط خارجية
- الجيش الهندي السري لهتلر - بي بي سي نيوز